# Tell Me Baby/ブラザーズ
「Tell Me Baby/ブラザーズ」（テル・ミー・ベイビー/ブラザーズ）は、日本のバンド・Official髭男dismの1作目の配信限定シングル。

## 概要
バンドでは初のシングルで、両A面となっている。2曲とも1st配信限定EP『LADY』、1stフルアルバム『エスカパレード』に収録された。8月25日に両楽曲のミュージックビデオが公開されている。

### 「Tell Me Baby」
- 2018年3月19日にライブビデオが公開された。
- 『関ジャム 完全燃SHOW』2018年1月21日放送回の【売れっ子音楽Pが選ぶ2017年ベストソング10】[注釈 2]で、蔦谷好位置が本楽曲を第2位に選出した。これを受けて、同番組2018年3月18日放送回の「ジャムセッション」コーナーに出演し、関ジャニ∞がコラボし、本楽曲をスタジオ初披露した[1]。また、放送直後の同年2月5日付のBillboard Japan Download Songsで、本楽曲は初登場ながら24位をマークし[2]、バンドの楽曲で初めてBillboard JAPANチャートへのチャートインを果たしている。
- ドラマ『コンフィデンスマンJP』（フジテレビ系）のプロデューサーは、この曲を聴いてヒゲダンに主題歌のオファーをしたと語っている[3]。

### 「ブラザーズ」
- ミュージックビデオはメンバーがゴーカートに乗って東京の街中や山道を走る内容となっている。また、メンバーが登場するミュージックビデオとしては唯一演奏シーンのない映像である。
- 2020年2月15日にライブビデオが公開された。この映像は映像作品『Official髭男dism one-man tour 2019@日本武道館』にも収録されている。
- ライブの定番曲であり、さまざまな振り付けやアレンジがされている[4] [5]。

## 収録曲
| 全作詞・作曲: 藤原聡、全編曲: Official髭男dism。 |                  |        |            |      |
| #                                                | タイトル         | 作詞   | 作曲・編曲 | 時間 |
| 1.                                               | 「Tell Me Baby」 | 藤原聡 | 藤原聡     | 4:39 |
| 2.                                               | 「ブラザーズ」   | 藤原聡 | 藤原聡     | 3:56 |
| 合計時間:                                        | 合計時間:        | 8:35   |            |      |

## 収録アルバム
1st 配信限定EP『LADY』
#3 Tell Me Baby
#4 ブラザーズ
1st フルアルバム『エスカパレード』
#8 0Tell Me Baby
#12 ブラザーズ
レンタル限定アルバム『TSUTAYA RENTAL SELECTION 2015 - 2018』
#12 Tell Me Baby
#13 ブラザーズ